# 陈大年 (企业家)
陈大年（英語：Danny Chen，1978年—），男，浙江新昌人，中国互联网企业家。他创立了连尚网络并担任首席执行官，该公司推出了世界上首个最大的WiFi分享软件WiFi万能钥匙。

## 生平
陈大年是盛大的联合创始人，他曾担任盛大首席运营官。2014年盛大成为中国市值最大的互联网公司 。
从2006年到2010年，陈大年均有上榜福布斯中国400富豪榜。
2016年，陈大年做为中国最有影响力的年轻商业领袖，被财富杂志评为40位40岁以下精英。2017年，陈大年以43名入选《财富》2017中国最具影响力的50位商界领袖。

## 其他参见
- WiFi Master Key